# Wittert
Wittert (ook: Wittert van Hoogland) is een geslacht stammend uit Delfshaven waarvan leden sinds 1815 tot de Nederlandse adel behoren; een in 1967 uitgestorven tak behoorde tot de Belgische adel.

## Geschiedenis
De bewezen stamreeks begint met Adriaen Dircksz Wittert die in 1544 te Delfshaven wordt vermeld en in 1573 of 1574 overleed. Een nazaat, mr. dr. Adriaen Wittert (1692-1748), kocht achtereenvolgens verschillende heerlijkheden waarvan er enkele tot op heden in het geslacht zijn gebleven: Schonauwen (1727), Hoogland (1737), Emiclaer en Langenoorth (1738). In de 18e eeuw werden leden opgenomen in de Oostenrijkse adelstand. Een ander lid werd verheven tot baron de l'Empire. Vanaf 1815 volgde inlijving in de Nederlandse adel, twee leden met de titel van baron overgaande bij eerstgeboorte. In de 19e en 20e eeuw waren leden vertegenwoordigd in het gemeentebestuur van's-Gravenhage en in de Staten-Generaal. Een van de bekendste recente telgen was mr. E.B.F.F. baron Wittert van Hoogland (1875-1959) die omstreden genealogische publicaties en dagboeken naliet.

## Enkele telgen
Mr. dr. Adriaen Wittert, heer van Schonauwen, Hoogland, Emiclaer en Langenoorth (1692-1748), koopman en advocaat
- Everhardus Bonifacius des H.R.Rijksbaron Wittert, heer van Schonauwen, Hoogland, Emiclaer en Coelhorst (1724-1800)
  - Mr. Adriaan Cornelis baron Wittert, heer van Hoogland en Emiclaer (1762-1839), stamvader van de in 1967 uitgestorven Belgische tak
  - Jhr. mr. Nicolaas Cornelis Wittert, heer van Bloemendael (Eemland) (1765-1838), lid van de Grote Vergadering van Notabelen
    - Everhardus Bonifacius baron Wittert, heer van Hoogland, Emiclaer en Langenoorth en Bloemendael (1798-1881), gemeenteraadslid en wethouder van 's-Gravenhage, hoofdingeland
      - Mr. Frederik Adriaan Petrus baron Wittert van Hoogland, heer van Hoogland, Emiclaer en Langenoorth en Bloemendael, vrijheer van Hoogmade (1840-1922), gemeenteraadslid en wethouder van 's-Gravenhage
        - Mr. Everardus Bonifacius François Frederik baron Wittert van Hoogland, heer van Hoogland, Emiclaer en Langenoorth en Bloemendael (1875-1959), gemeenteraadslid en wethouder a.i. van 's-Gravenhage, lid Eerste Kamer, genealoog
          - Mr. Everardus Bonifacius Frederik Reyndert Godard baron Wittert van Hoogland, heer van Hoogland, Emiclaer en Langenoord (1905-1987), jurist
            - Jkvr. Karin Christine Cécile Wittert van Hoogland (1943); trouwde in 1967 met mr. Peter Frans Christiaan Koch (1940), ambassadeur en zoon van kunstschilder Pyke Koch
            - Oscar Reijndert Hugo baron Wittert van Hoogland, heer van Hoogland, Emiclaer en Langenoord (1954)

          - Jhr. mr. Reyndert Willem Carel Godard Adriaan Wittert van Hoogland, heer van Hoogmade (1906-2004), militair en kolonel-vlieger
            - Jhr. Lodewijk Everard Reyndert Godard Wittert van Hoogland, heer van Hoogmade (1934), officier in Canadese dienst

          - Jhr. Adriaan Frederik Everard Bonifacius Anna Elisabeth Wittert van Hoogland, heer van Hoogland en Emiclaer (1928-1954)

      - Jhr. Adriaan Cornelis Jacobus Wittert (1843-1898), garnizoenscommandant van Maastricht
        - Jhr. Everardus Jospehus Marie Wittert (1868-1945), generaal-majoor

      - Jhr. mgr. Wilhelmus Marie Gregorius Wittert van Hoogland (1853-1915), kapelaan en geheim kamerheer van paus Leo XIII en van paus Pius X